# Oulema duftschmidi
Oulema duftschmidi är en skalbaggsart som först beskrevs av Ludwig Redtenbacher 1874.  Oulema duftschmidi ingår i släktet Oulema, och familjen bladbaggar. Arten är reproducerande i Sverige.